# 国画玉成会
国画玉成会（こくがぎょくせいかい）とは明治時代に結成された日本の新派の美術団体。

## 概要
明治40年（1907年）8月に旧派寄りの画家たちが正派同志会を結成したことに対抗して、新派系の諸団体が「玉成会趣旨」を発表、古代における作画法の復興、現在絵画発達、世界的趣味の調和を主張して発足。同年9月に岡倉天心を会長に推戴、国画玉成会と改称した。安田靫彦が評議員となって、今村紫紅、梶田半古、山内多門、信近春城、吉川霊華、高橋広湖、石井林響、菱田春草、島田墨仙、鏑木清方らが参加して発足した。明治41年（1908年）10月の第2回文展の際には審査員人選が旧派寄りに移ったため、新派の画家たちは文展への不出品を決定、日本彫刻会と共同で展覧会を開いた。また、尾竹竹坡、尾竹国観の兄弟は国画玉成会を脱退する。
明治42年（1909年）10月の第3回文展の際には復帰し、同年同月に開催した展覧会を最後として国画玉成会の会としての活動は終了した。